# Boxe aux Jeux olympiques d'été de 2012 - Poids welters hommes
Navigation
Pékin 2008 Rio de Janeiro 2016
L'épreuve masculine de boxe des poids welters (-69 kg) des Jeux olympiques d'été 2012 de Londres se déroule au centre d'ExCeL du 29 juillet au 12 août 2012.

## Format de la compétition
Comme tous les événements de boxe olympique, la compétition consiste en un tournoi à élimination directe. Cet évènement regroupe 26 boxeurs qui sont qualifiés pour la compétition par le biais des divers tournois de qualification organisés en 2011 et 2012. La compétition débute par un tour préliminaire le 29 juillet, où le nombre de concurrents sera réduit à 16, et se conclut par une finale le 12 août. Comme moins de 32 boxeurs se sont qualifiés pour la compétition, un certain nombre de boxeurs reçoivent un laissez-passer pour le tour préliminaire. Les deux perdants des demi-finales obtiennent chacun une médaille de bronze, sans disputer de match pour la troisième place.
Tous les combats se compose de trois périodes de trois minutes où les boxeurs obtiennent des points pour chaque coup de poing portés à la tête ou sur le haut du corps de leur adversaire. Le boxeur avec le plus de points comptabilisés à la fin des périodes se qualifient. Si un boxeur se retrouve au sol et ne peut pas se lever avant que l'arbitre compte jusqu'à 10, le combat est terminé et l'adversaire est déclaré gagnant.

## Horaires
Les temps sont donnés selon l'heure locale au Royaume-Uni (UTC)
| Date                     | Temps          | Série               |
| ------------------------ | -------------- | ------------------- |
| Dimanche 29 juillet 2012 | 15:00 et 22:00 | Seizièmes de finale |
| Vendredi 3 août 2012     | 14:30 et 21:30 | Huitièmes de finale |
| Mardi 7 août 2012        | 21:30          | Quarts de finale    |
| Vendredi 10 août 2012    | 21:30          | Demi-Finales        |
| Dimanche 12 août 2012    | 14:15          | Finale              |

## Médaillés
| Or                  | Argent              | Bronze                                       |
| Serik Sapiyev (KAZ) | Freddie Evans (GBR) | Taras Shelestyuk (UKR) Andrey Zamkovoy (RUS) |

## Résultats

### Phase finale
|  | Demi-finales           | Demi-finales        |                     |    | Finale | Finale |
|  |                        |                     |                     |    |        |        |
|  |                        |                     |                     |    |        |        |
|  |                        |                     |                     |    |        |        |
|  | Taras Shelestyuk (UKR) | 10                  |                     |    |        |        |
|  | Taras Shelestyuk (UKR) | 10                  |                     |    |        |        |
|  | Freddie Evans (GBR)    | 11                  |                     |    |        |        |
|  | Freddie Evans (GBR)    | 11                  | Freddie Evans (GBR) | 9  |        |        |
|  |                        |                     | Freddie Evans (GBR) | 9  |        |        |
|  |                        | Serik Sapiyev (KAZ) | 17                  |    |        |        |
|  | Andrey Zamkovoy (RUS)  | Serik Sapiyev (KAZ) | 17                  | 12 |        |        |
|  | Andrey Zamkovoy (RUS)  |                     |                     | 12 |        |        |
|  | Serik Sapiyev (KAZ)    | 18                  |                     |    |        |        |
|  | Serik Sapiyev (KAZ)    | 18                  |                     |    |        |        |

### Premiers tours

#### Première partie
|  | Seizièmes de finale | Seizièmes de finale | Seizièmes de finale |  |  | Huitièmes de finale  | Huitièmes de finale  | Huitièmes de finale |     |                    | Quarts de finale   | Quarts de finale   | Quarts de finale |  |  | Demi-finales | Demi-finales | Demi-finales |
|  |                     |                     |                     |  |  |                      |                      |                     |     |                    |                    |                    |                  |  |  |              |              |              |
|  |                     |                     |                     |  |  |                      |                      |                     |     |                    |                    |                    |                  |  |  |              |              |              |
|  |                     |                     |                     |  |  | T Shelestyuk (UKR)   | T Shelestyuk (UKR)   | 15                  |     |                    |                    |                    |                  |  |  |              |              |              |
|  | S Kidunda (TAN)     | S Kidunda (TAN)     | 7                   |  |  | V Belous (MDA)       | V Belous (MDA)       | 7                   |     |                    |                    |                    |                  |  |  |              |              |              |
|  | V Belous (MDA)      | V Belous (MDA)      | 20                  |  |  |                      |                      |                     |     | T Shelestyuk (UKR) | T Shelestyuk (UKR) | 18+                |                  |  |  |              |              |              |
|  | T Byamba (MGL)      | T Byamba (MGL)      | 17                  |  |  |                      | A Vastine (FRA)      | A Vastine (FRA)     | 18  |                    |                    |                    |                  |  |  |              |              |              |
|  | Y Mitoumba (GAB)    | Y Mitoumba (GAB)    | 4                   |  |  | T Byamba (MGL)       | T Byamba (MGL)       | 12                  |     |                    |                    |                    |                  |  |  |              |              |              |
|  | A Vastine (FRA)     | A Vastine (FRA)     | 16                  |  |  | A Vastine (FRA)      | A Vastine (FRA)      | 13                  |     |                    |                    |                    |                  |  |  |              |              |              |
|  | P Wojcicki (GER)    | P Wojcicki (GER)    | 12                  |  |  |                      |                      |                     |     |                    | T Shelestyuk (UKR) | T Shelestyuk (UKR) | 10               |  |  |              |              |              |
|  | C Clayton (CAN)     | C Clayton (CAN)     | 12                  |  |  |                      | F Evans (GBR)        | F Evans (GBR)       | 11  |                    |                    |                    |                  |  |  |              |              |              |
|  | Ó Molina (MEX)      | Ó Molina (MEX)      | 8                   |  |  | C Clayton (CAN)      | C Clayton (CAN)      | 14                  |     |                    |                    |                    |                  |  |  |              |              |              |
|  | M Abdoulaye (NIG)   | M Abdoulaye (NIG)   | 6                   |  |  | C Hammond (AUS)      | C Hammond (AUS)      | 11                  |     |                    |                    |                    |                  |  |  |              |              |              |
|  | C Hammond (AUS)     | C Hammond (AUS)     | 13                  |  |  |                      |                      |                     |     | C Clayton (CAN)    | C Clayton (CAN)    | 14                 |                  |  |  |              |              |              |
|  | F Evans (GBR)       | F Evans (GBR)       | 18                  |  |  |                      | F Evans (GBR)        | F Evans (GBR)       | 14+ |                    |                    |                    |                  |  |  |              |              |              |
|  | I Abbadi (ALG)      | I Abbadi (ALG)      | 10                  |  |  | F Evans (GBR)        | F Evans (GBR)        | 11                  |     |                    |                    |                    |                  |  |  |              |              |              |
|  |                     |                     |                     |  |  | E Kavaliauskas (LTU) | E Kavaliauskas (LTU) | 7                   |     |                    |                    |                    |                  |  |  |              |              |              |
|  |                     |                     |                     |  |  |                      |                      |                     |     |                    |                    |                    |                  |  |  |              |              |              |

#### Deuxième partie
|  | Seizièmes de finale | Seizièmes de finale | Seizièmes de finale |  |  | Huitièmes de finale | Huitièmes de finale | Huitièmes de finale |    |                 | Quarts de finale | Quarts de finale | Quarts de finale |  |  | Demi-finales | Demi-finales | Demi-finales |
|  |                     |                     |                     |  |  |                     |                     |                     |    |                 |                  |                  |                  |  |  |              |              |              |
|  |                     |                     |                     |  |  |                     |                     |                     |    |                 |                  |                  |                  |  |  |              |              |              |
|  |                     |                     |                     |  |  | K Vikas (IND)       | K Vikas (IND)       | 13                  |    |                 |                  |                  |                  |  |  |              |              |              |
|  | M Carvalho (BRA)    | M Carvalho (BRA)    | 10                  |  |  | E Spence (USA)      | E Spence (USA)      | 15                  |    |                 |                  |                  |                  |  |  |              |              |              |
|  | E Spence (USA)      | E Spence (USA)      | 16                  |  |  |                     |                     |                     |    | E Spence (USA)  | E Spence (USA)   | 11               |                  |  |  |              |              |              |
|  | C Sánchez (ECU)     | C Sánchez (ECU)     | 8                   |  |  |                     | A Zamkovoy (RUS)    | A Zamkovoy (RUS)    | 16 |                 |                  |                  |                  |  |  |              |              |              |
|  | A Nolan (IRL)       | A Nolan (IRL)       | 14                  |  |  | A Nolan (IRL)       | A Nolan (IRL)       | 9                   |    |                 |                  |                  |                  |  |  |              |              |              |
|  | M Qiong (CHN)       | M Qiong (CHN)       | 11                  |  |  | A Zamkovoy (RUS)    | A Zamkovoy (RUS)    | 18                  |    |                 |                  |                  |                  |  |  |              |              |              |
|  | A Zamkovoy (RUS)    | A Zamkovoy (RUS)    | 16                  |  |  |                     |                     |                     |    |                 | A Zamkovoy (RUS) | A Zamkovoy (RUS) | 12               |  |  |              |              |              |
|  | A Ahmed (IRQ)       | A Ahmed (IRQ)       | 13                  |  |  |                     | S Sapiyev (KAZ)     | S Sapiyev (KAZ)     | 18 |                 |                  |                  |                  |  |  |              |              |              |
|  | S Lusizi (RSA)      | S Lusizi (RSA)      | 17                  |  |  | S Lusizi (RSA)      | S Lusizi (RSA)      | 13                  |    |                 |                  |                  |                  |  |  |              |              |              |
|  | G Maestre (VEN)     | G Maestre (VEN)     | 13                  |  |  | G Maestre (VEN)     | G Maestre (VEN)     | 18                  |    |                 |                  |                  |                  |  |  |              |              |              |
|  | A Ghasemipour (IRI) | A Ghasemipour (IRI) | 8                   |  |  |                     |                     |                     |    | G Maestre (VEN) | G Maestre (VEN)  | 9                |                  |  |  |              |              |              |
|  | Y Suzuki (JPN)      | Y Suzuki (JPN)      | 14                  |  |  |                     | S Sapiyev (KAZ)     | S Sapiyev (KAZ)     | 20 |                 |                  |                  |                  |  |  |              |              |              |
|  | M Khalsi (MAR)      | M Khalsi (MAR)      | 13                  |  |  | Y Suzuki (JPN)      | Y Suzuki (JPN)      | 11                  |    |                 |                  |                  |                  |  |  |              |              |              |
|  |                     |                     |                     |  |  | S Sapiyev (KAZ)     | S Sapiyev (KAZ)     | 25                  |    |                 |                  |                  |                  |  |  |              |              |              |
|  |                     |                     |                     |  |  |                     |                     |                     |    |                 |                  |                  |                  |  |  |              |              |              |